# Jhonny Serrudo
Jhonny Serrudo Quispe (Sucre, 14 de septiembre de 1981) es un exfutbolista y actual entrenador boliviano. Actualmente dirige a Atlético Sucre de la Asociación Chuquisaqueña de Fútbol. Como jugador se desempeñó como defensa.

## Trayectoria como entrenador

### Deportivo Alemán
En 2018 obtuvo con el Club Deportivo Alemán el subcampeonato de la Asociación Chuquisaqueña de Fútbol, clasificando a la Copa Simón Bolívar 2018, por segunda vez en su historia.

### Fancesa
A inicios de 2019 fue presentado como nuevo entrenador de Fancesa.
En la Copa Simón Bolívar 2020 el equipo fue eliminado en las semifinales, en un polémico partido ante Real Tomayapo.

### Universitario
En 2021 fue contratado por Universitario (USFX), llevando al equipo a la final de la Copa Simón Bolívar 2021, en la cual caerían ante Fútbol Club Universitario. En el ascenso indirecto sus dirigidos vencerían a Real Potosí, logrando retornar a primera división, tras 3 años de ausencia. Dirigió su primer partido en la primera división el 6 de febrero, con victoria ante Real Santa Cruz por 1-0. El 3 de mayo el club anunciaba la salida de Serrudo, luego de 12 jornadas. En su campaña dirigiendo al cuadro docto obtuvo cuatro victorias, tres empates y cinco derrotas.

### FATIC
En 2023 fue anunciado como nuevo estratega del FATIC de la Asociación de Fútbol de La Paz.

### CDT Real Oruro
El 10 de abril de 2023, CDT Real Oruro comunicó que había llegado a un acuerdo con Serrudo para dirigir al equipo durante la Copa Simón Bolívar 2023.

### Real Potosí
En junio de 2023, Serrudo se hizo cargo de la dirección técnica de Real Potosí.

## Clubes

### Como entrenador
| Club                              | País    | Año               |
| --------------------------------- | ------- | ----------------- |
| Selección chuquisaqueña masculina | Bolivia | 2015              |
| Atlético Sucre                    | Bolivia | 2016 - 2017       |
| Deportivo Alemán                  | Bolivia | 2018              |
| Selección chuquisaqueña femenina  | Bolivia | 2019              |
| Fancesa                           | Bolivia | 2019              |
| Mojocoya                          | Bolivia | 2019              |
| Wilstermann Cooperativas          | Bolivia | 2019              |
| Fancesa                           | Bolivia | 2020              |
| Universitario (USFX)              | Bolivia | 2021 - 2022       |
| Mojocoya                          | Bolivia | 2022              |
| FATIC                             | Bolivia | 2023              |
| CDT Real Oruro                    | Bolivia | 2023              |
| Real Potosí                       | Bolivia | 2023              |
| Atlético Sucre                    | Bolivia | 2024 - Actualidad |